# Paraporpidia leptocarpa
Paraporpidia leptocarpa är en lavart som först beskrevs av C. Bab. & Mitt., och fick sitt nu gällande namn av Rambold & Hertel 1989. Paraporpidia leptocarpa ingår i släktet Paraporpidia och familjen Porpidiaceae.   Inga underarter finns listade i Catalogue of Life.